# Józef Skrzek
Józef Franciszek Skrzek (* 2. července 1948) je polský hudebník, producent a skladatel. Je vůdčí osobností rockové hudební skupiny SBB, se kterou nahrál řadu alb. Rovněž vydal mnoho vlastních alb a spolupracoval s dalšími hudebníky, mezi něž patří Angličan Colin Bass (album Planetarium z roku 2005) či polští hudebníci Czesław Niemen a Jarosław Pijarowski. Jeho mladším bratrem byl hudebník Jan Skrzek, s nímž v roce 2008 vydal album Dwa Braty.